# Acadèmia Francesa
L'Acadèmia Francesa (en francès: Académie française) és l'acadèmia literària de la llengua francesa per antonomàsia, i una de les cinc acadèmies de l'Institut de França.
El seu rol és vigilar l'ús correcte de la llengua francesa i efectuar actes de mecenatge. Fundada per iniciativa del Cardenal Richelieu el 1634, va obtenir reconeixement oficial de Lluís XIII el 1635. Originalment estava composta per 34 membres, augmentada a 40 en 1639. El seu lema és "À l'immortalité" (A la immortalitat), d'aquí la designació dels seus integrants, que perdura tota la vida, dels immortals. Va ser prohibida i dissolta el 1793 juntament amb les altres acadèmies reials. Reconstituïda en 1795 com a part de l'Institut de France, va recuperar el seu nom el 1816. Publica el seu primer diccionari de la llengua francesa (Dictionnaire de l'Académie française) el 1694. Edicions posteriors es publiquen els anys 1718, 1740, 1762, 1798, 1835, 1878 i 1932-1935. Es troba en elaboració la novena edició del diccionari que ha publicat de moment, el primer volum (de l'entrada A a Enzyme) el 1992 i el segon volum (de l'entrada Éocène a Mappemonde) el 2000.
Aquesta institució s'oposa públicament a qualsevol menció del català, ni de l'expressió "llengües regionals", dins la Constitució francesa, segons una declaració feta pública el 12 de juny de 2008.